# (369088) Marcus
(369088) Marcus est un astéroïde de la ceinture principale.

## Description
(369088) Marcus est un astéroïde de la ceinture principale. Il fut découvert le 12 mars 2008 à La Silla par le programme EURONEAR. Il présente une orbite caractérisée par un demi-grand axe de 2,63 UA, une excentricité de 0,11 et une inclinaison de 3,2° par rapport à l'écliptique.

## Compléments